# Андреево-Зорино
Андре́ево-Зо́рино (укр. Андрієво-Зорине) — село в Березанском районе Николаевской области Украины.
Население по переписи 2001 года составляло 404 человек. Население по данным 2018 года составляло 215 человек. Почтовый индекс — 57409. Телефонный код — 5153. Занимает площадь 1,126 км².
В селе родился Герой Советского Союза Алексей Суслов.

## Местный совет
57445, Николаевская обл., Березанский р-н, с. Матиясово, ул. Мира, 1

## Известные люди
- В селе родился Чернобай, Андрей Петрович — Герой Советского Союза.